# 小森嗣彦
小森嗣彦（こもりつぐひこ 1974年 - ）とは日本のバスプロ。

## 概要
兵庫県神戸市出身。滝川高等学校卒業、東邦大学理学部生物学科卒業。
日本バスプロ協会所属。小学校3年生から釣りを始め、中学高校時代は野球をしながら釣りも行い、大学時代から本格的に釣りを始める。大学では生物学を専攻し、卒業後は普通に就職するのではなく、研究か釣りで悩んだ結果、スポーツが好きであった事から釣りの道を選んだ。
1995年以来の全JBプロトーナメントで8勝の記録を持つ。JB TOP50では年に3回優勝するという前人未到の記録を持つ。

## 出演
- 小森嗣彦　ザ・パッション ー鋼のメンタルー　シーズン2 the 1st volume
- 釣りビジョン(Tsuri Vision) JB ELITE5 2008 SPECIAL EDITION
- 釣りビジョン(Tsuri Vision) JB ELITE 5 2010 SPECIAL EDITION
- DVD>橋本卓哉小森嗣彦:ダウンショットリグ講座 [THE BASIC OF BASS FISHING/09] (<DVD>)
- DVD>完全密着!!Basser ALLSTAR CLASSIC 2013 青木大介/小森嗣彦/田辺哲男/山木一人 (<DVD>)
- Basser Allstar Classic 2018 8Strategies (DVD)